# Telefone básico inteligente

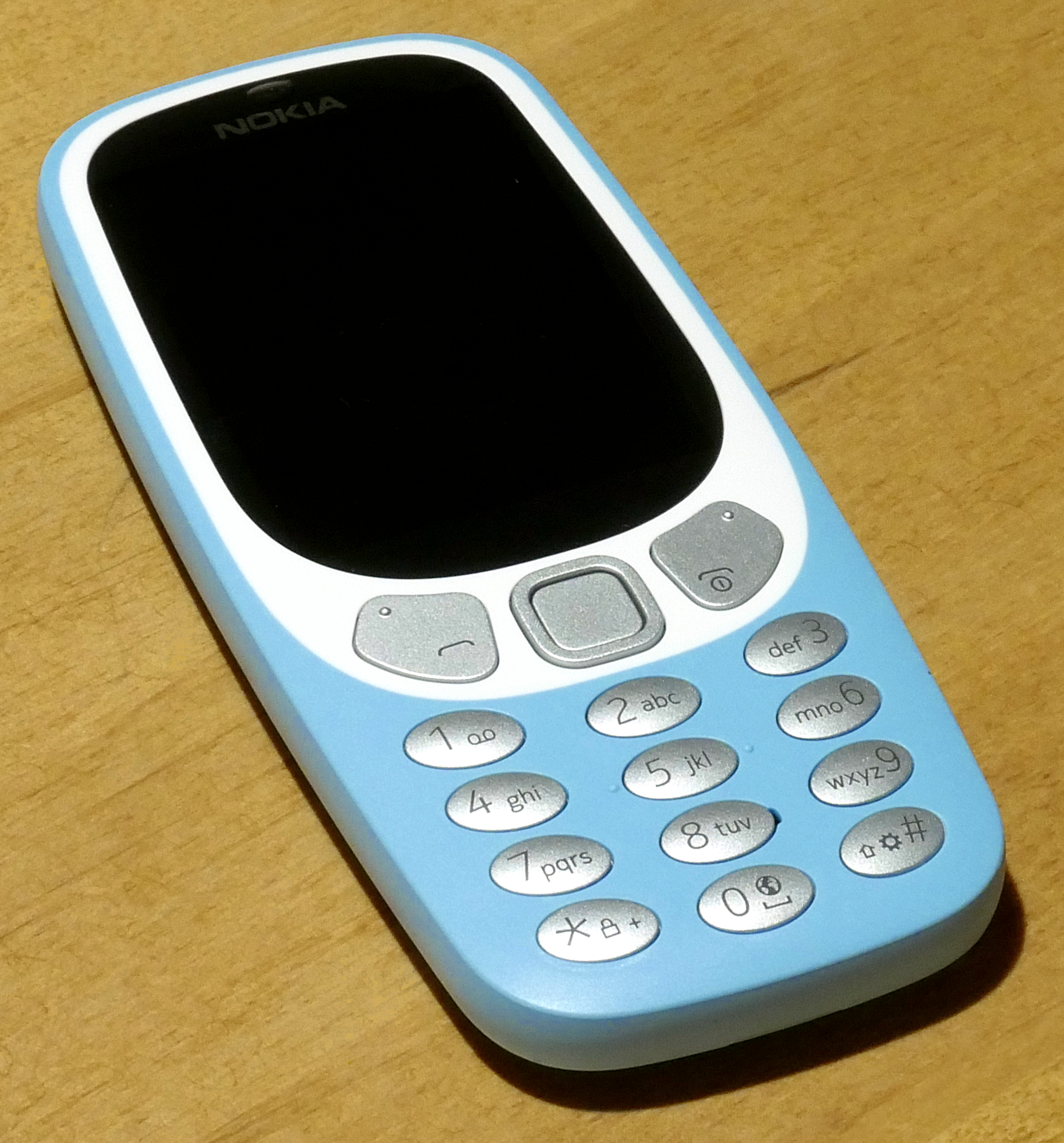
Nokia 3310 3G (versão 2017), um telefone com recursos avançados.

Telefone básico inteligente (do inglês: smart feature phone) é tipo de aparelho de telefonia móvel (celular)  hibrido de "feature phone" e "smartphone", que mantém características das gerações anteriores (como teclado com botões e um pequeno display sem sensibilidade ao toque) mas com a adição de algumas funções smart (além da chamada de voz e enviar mensagem de texto) como acesso a uma loja de aplicativos rudimentar, serviços de GPS, player multimídia e, acesso à internet banda larga móvel (4G e Wi-Fi), integrado a um sistema operacional com uma simples interface de usuário (ao contrário de sistemas complexos, como o Google Android e Apple iOS).
O hardware do feature phone geralmente inclui um display de cristal líquido (LCD) retroiluminado, um LED de notificação, uma porta micro USB, um teclado físico com botões, um microfone, um slot para cartão microSD, uma câmera traseira com baixa resolução para gravar vídeo e capturar fotos.
Diferentemente do mercado varejista de smartphone, que teve queda em 2018, o feature phone segundo os fabricantes teve em 2019 um crescimento em vendas com 2 milhões de dispositivos comercializados. Na Índia, o principal mercado do sistema móvel para feature phone KaiOS, tem cerca de 50 milhões de dispositivos ativos.

## Definição
Antes da popularização dos smartphones na década de 2000 com o BlackBerry, o termo 'feature phone' era frequentemente usado em telefones móveis de última geração, com funções variadas para o mercado varejista desenvolvidos com o advento da rede 3G, permitindo largura de banda suficiente para esses recursos. Normalmente, os feature phones são dispositivos intermediários entre telefones móveis básicos, com poucos ou nenhum recurso além de chamadas e mensagens, e os smartphones voltados para negócios.
Os telefones mais vendidos incluem: Nokia, o Razr da Motorola, o Sony Ericsson W580i e o LG Black Label.

Recurso celular LG lançado em 2012

### Diferenças e semelhanças entre outros dispositivos

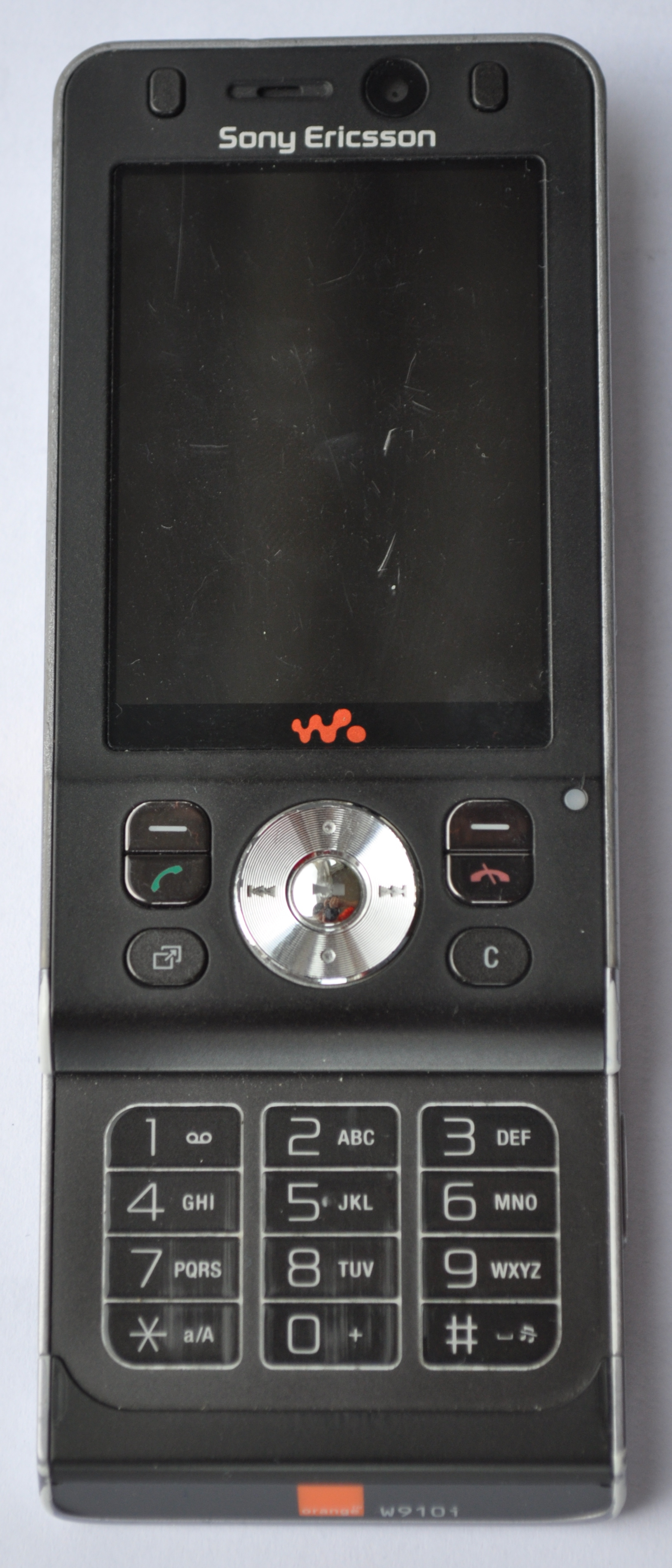
Inaugurado o Sony Ericsson W910i, um telefone com recurso de ação deslizante de 2007.

Os telefones convencionais funcionam com firmware proprietário; geralmente MediaTek MAUI, com suporte de software de terceiros por meio de plataformas como Java ME ou BREW. Os sistemas operacionais proprietários não foram projetados para lidar com os aplicativos encontrados no sistemas iOS e Android, quais atendem especificamente ao desenvolvimento de aplicativos de terceiros.
Dependendo da extensão da funcionalidade, o feature phone pode ter muitos dos recursos de um smartphone. Por exemplo, geralmente funcionam como um reprodutor de mídia portátil, com câmeras digitais, navegação GPS, conexão Wi-Fi e acesso à internet banda larga móvel e jogos.

## Uso contemporâneo
Nas economias desenvolvidas, os telefones convencionais são principalmente específicos para nichos de mercado ou tornaram-se apenas uma preferência; devido a certas combinações de recursos não disponíveis em outros dispositivos, como acessibilidade, durabilidade, simplicidade e vida útil estendida da bateria por uma carga (viz tempo de espera e conversação). Em mercados emergentes, um telefone comum continua sendo o principal meio de comunicação para muitos. 
Um telefone com recursos bem especificados pode ser usado em ambientes industriais e ao ar livre, em locais de trabalho que proíbem câmeras dedicadas e como um telefone de emergência. Vários modelos estão equipados com funções de hardware; como rádio FM e tocha, que evitam que o dispositivo se torne inútil no caso de um grande desastre, ou totalmente obsoleto, se e quando a infraestrutura de rede 2G for desligada. Outros telefones com recursos são projetados especificamente para idosos e outros para fins religiosos.
Diferentemente do mercado varejista de smartphone, que teve queda em 2018, o feature phone segundo os fabricantes teve em 2019 um crescimento em vendas com 2 milhões de dispositivos comercializados. Na Índia, o principal mercado do KaiOS, sistema móvel para aparelhos feature phone, tem cerca de 50 milhões de dispositivos ativos, devido o apoio local das operadoras de telefonia e devido o baixo custo do aparelho no varejo com consumidor de menor poder aquisitivo.

## Justificativa
Os feature phones são frequentemente mantidos nas áreas de alcance dos fabricantes de telefones celulares por vários motivos:

### Para os fabricantes
Eles têm preços mais baixos do que os smartphones, porque:
- A maioria das patentes de tecnologia básica de dispositivos móveis expirou. Algumas patentes expiradas tornam possível adicionar mais funções em sua forma básica, que antes eram normalmente o alcance de dispositivos de gama média ou alta. Muitas patentes essenciais aos padrões devem ter licenciamento justo, razoável e não discriminatório (RAND / FRAND), o que normalmente significa que os pagamentos de licença para cada dispositivo usando uma tecnologia essencial aos padrões devem ser baixos o suficiente para não desincentivar adoção de uma norma, ou causar conflito legal;
- Menos complexidade se traduz em montagem mais simples e custo unitário mais barato;
- Modularidade relativa: um feature phone pode ser projetado em torno de uma ou duas funções principais: tocha, rádio, slot para cartão microSD para armazenamento adicional, reprodutor de música, câmera, navegador da Internet e ponto de acesso sem fio para dispositivos mais avançados. Muitos telefones básicos agora incluem algumas dessas funcionalidades, renderizando-os como telefones com recursos básicos ou telefones com recursos inteligentes; enquanto os telefones com recursos avançados incluem tudo isso e muito mais.

### Para consumidores
Do ponto de vista dos mercados e consumidores, existem várias situações para as quais os telefones convencionais são benéficos:
- Os requisitos de energia são normalmente relativamente baixos, o que se traduz em conversas e tempos de espera prolongados;
- Perda prevista, dano ou uso razoavelmente difícil: os telefones convencionais costumam ser mais duráveis, menos complexos e mais baratos e, por esses motivos, são preferidos como dispositivos de viagem, dispositivos infantis e para cenários de uso em campo. O baixo custo dos dispositivos significa que a perda de tal item pode ser administrável e geralmente serve como um desincentivo para o roubo em mercados maduros;
- Os mercados liberais e maduros são adequados para funções específicas: em países onde os telefones públicos foram descontinuados, algumas operadoras de telefonia móvel oferecem planos de celular pré-pagos com um cartão SIM e um telefone celular básico em um pacote pelo mesmo valor de um cartão telefônico intermediário teria custado (€ 15 para todo o pacote em algumas áreas). Os viajantes podem muitas vezes preferir esta opção, para economizar em caras de roaming taxas .

## História

### Tendências da indústria
O primeiro telefone celular, o Motorola DynaTAC lançado em 1984, é considerado um telefone móvel básico devido à sua incapacidade de fazer qualquer coisa além de chamadas de voz.
Apesar da introdução dos smartphones em meados da década de 1990, começou com o lançamento de agosto de 1994 do IBM Simon, Nokia Communicator de 1996 em diante, e a linha BlackBerry de assistentes pessoais digitais (PDAs) portáteis da Research in Motion (RiM); os telefones convencionais gozaram de popularidade incontestável em meados dos anos 2000. Na América do Norte, smartphones como Palm e BlackBerry, ainda eram considerados uma categoria de nicho para uso empresarial. Fora da América do Norte, os dispositivos Symbian da Nokia conquistaram o mercado inicial de smartphones, no qual o preço era a única barreira à entrada, e a Nokia oferecia smartphones em todos os segmentos de preços viáveis. Em meados dos anos 2000, fabricantes de telefones como Nokia e Motorola registraram vendas recordes de telefones convencionais.  Nas economias desenvolvidas, moda e fidelidade à marca impulsionaram as vendas, à medida que os mercados amadureceram e as pessoas mudaram para seu segundo e terceiro telefones. Nos Estados Unidos, a inovação tecnológica com relação à funcionalidade expandida foi uma consideração secundária, já que os projetos dos telefones centralizaram-se na miniaturização.
No entanto, smartphones voltados para o consumidor, como o iPhone e os que rodam Android, mudaram fundamentalmente o mercado, com Steve Jobs proclamando em 2007 que "o telefone não era apenas uma ferramenta de comunicação, mas um modo de vida ". Os sistemas operacionais de feature phone existentes na época, como o Symbian, não foram projetados para lidar com tarefas adicionais além da comunicação e funções básicas, e devido à burocracia complexa e outros fatores, eles nunca desenvolveram um ecossistema de software próspero. Em contraste, o iPhone OS (renomeado para iOS em 2010) e o Android foram projetados como um sistema operacional robusto, adotando software de terceiros e tendo recursos como multitarefa e recursos gráficos para atender às futuras demandas dos consumidores. Essas plataformas também eclipsaram a popularidade das plataformas de smartphones historicamente voltadas para os mercados corporativos, como o BlackBerry.
Houve uma mudança na indústria de telefones convencionais (incluindo smartphones de baixo custo), que dependem principalmente de vendas de volume, para smartphones carros-chefe de alta tecnologia, que também desfrutam de margens mais altas, portanto, os fabricantes consideram os smartphones de última geração muito mais lucrativos do que telefones convencionais.
A mudança dos telefones convencionais forçou as operadoras de rede móvel a aumentar os subsídios dos aparelhos, e os altos preços de venda dos smartphones principais tiveram um efeito negativo sobre as operadoras de rede móvel, que viram seus ganhos antes de juros, impostos, depreciação e as margens de amortização (EBITDA) caem à medida que vendem mais smartphones e menos feature phones. Para ajudar a compensar isso, as operadoras normalmente usam dispositivos de última geração para fazer upsell dos clientes em planos de serviço de preços mais altos com maior distribuição de dados. As tendências têm mostrado que os consumidores estão dispostos a pagar mais por smartphones que incluem recursos e tecnologias mais recentes, e que os smartphones foram considerados mais relevantes na cultura popular atual do que os feature phones.

### Quota de mercado
Em meados da década de 2000, os telefones com recursos mais vendidos, como o moderno flip-phone Motorola Razr, o multimídia Sony Ericsson W580i e o LG Black Label Series não apenas ocupavam o preço médio de uma operadora sem fio, como constituíam grande parte das vendas no varejo como smartphones da BlackBerry e Palm, que  ainda eram consideradas uma categoria de nicho para uso comercial. Mesmo no final de 2009, a penetração de smartphones na América do Norte era baixa.
Em 2011, feature phones representaram 60% dos telefones móveis nos Estados Unidos, e 70% dos telefones celulares vendidos em todo o mundo. De acordo com o Gartner no segundo trimestre de 2013, 225 milhões de smartphones foram vendidos, o que representou 46,5% de ganho percentual em relação ao mesmo período de 2012, enquanto 201 milhões de feature phones foram vendidos, o que representou uma redução de 21% ano após ano, a primeira vez que os smartphones superam os telefones convencionais. Smartphones representaram 51,8% das vendas de telefones celulares no segundo trimestre de 2013, resultando em vendas de smartphones ultrapassando as vendas de telefones convencionais pela primeira vez.
Uma pesquisa com 4.001 canadenses realizada pelo Media Technology Monitor (MTM) no final de 2012 sugeriu que cerca de 83% da população anglófona possuía um telefone celular, ante 80% em 2011 e 74% em 2010. Cerca de dois terços dos proprietários de telefones celulares entrevistados disseram que tinham um smartphone, e o outro terço tinha telefones convencionais ou não. De acordo com a MTM, os usuários que não usam smartphones têm maior probabilidade de ser mulheres, mais velhos, ter uma renda mais baixa, morar em uma comunidade pequena e ter menos escolaridade. A pesquisa descobriu que os proprietários de smartphones tendem a ser do sexo masculino, mais jovens, moram em uma casa de alta renda com filhos em casa e residem em uma comunidade de um milhão ou mais de pessoas. Os alunos também tiveram uma classificação elevada entre os proprietários de smartphones.
Em 2012, foi lançado o aparelho Nokia Asha 302, Em 2014, foi lançado o BlackBerry Q20 ou Classic. A lista destes tipos de aparelhos tende a crescer, a saber: Nokia 8110, WizPhone WPOO6, Altan K26, TNM Smart 4G, CAT B35, Nokia 800, Nokia 2720, JioPhone 2, Alcatel GO 3, Multilaser Zapp.
Em 2017, voltado ao mercado consumidor de idosos e ao consumidor de menor poder aquisitivo, o Google lançou no Brasil o primeiro smart feature phone com sistema operacional KaiOS, o P70S fabricado da Positivo, primeiro contendo o aplicativo de apoio Google Assistente, além do mensageiro WhatsApp, hospedagem de vídeos YouTube e, o navegador Google Maps baixados via loja KaiStore. Este suporta conexões 3G, WiFi e Bluetooth e também conta com sistemas de navegação GPS e Glonass, rádio FM, bateria de 1.350 mAh, câmera traseira VGA e LED Flash.

### Japão
Os telefones celulares no Japão divergem daqueles usados em outros lugares, com operadoras e dispositivos frequentemente implementando recursos avançados; como a plataforma i-mode da NTT Docomo para internet móvel em 1999, pagamentos móveis, televisão móvel e comunicações de próximidade, que ainda não eram amplamente adotados, fora do Japão. Essa divergência foi citada como um exemplo da síndrome de Galápagos; como resultado, esses feature phones são retroativamente chamados de 'gala-phone' (ガラケー, gara-kei), combinando-se com o 'mobile phone' (携帯, keitai). Embora os smartphones tenham ganhado popularidade (e implementado recursos introduzidos neles), muitos telefones de gala ainda são comumente usados, citando as preferências pelos dispositivos e sua durabilidade em relação aos smartphones.
Os jogos móveis para smartphones tiveram crescimento e receita significativos no Japão, embora houvesse três vezes menos usuários de smartphones no país do que nos Estados Unidos em 2017.

## Plataformas
Vários sistemas operacionais móveis foram desenvolvidos e podem operar em um telefone comum, projetados para serem leves e aumentar a vida útil da bateria do feature phone, ajustados para uma tela pequena sem recurso de toque e para um pequeno teclado, como o comumente usado teclado T9. 
A Nokia desenvolveu as interfaces de usuário (UI) Series 30, Series 30+, Series 40, o FeatureOS e a interfaces de aplicativos da plataforma Nokia Asha . 
A MediaTek desenvolveu um sistema operacional integrado denominado MAUI Runtime Environment, que é baseado no Nucleus RTOS.
A NTT Docomo desenvolveu a plataforma de software MOAP e OPP (Operator Pack)
A Qualcomm desenvolveu um ambiente de execução leve Brew MP, um sistema operacional para telefones ARM REX OS, KCP (japonês) e KCP+
A Tizen Association (anteriormente LiMo Foundation) desenvolveu a plataforma LiMo baseada em Linux para smartphones. 
A Smarterphone desenvolveu o SmarterphoneOS, um sistema operacional completo projetado para telefones convencionais. O primeiro lançamento foi em 2008. 
A KaiOS Tech desenvolveu o "Smart Feature OS", um derivado (fork) leve do sistema Firefox OS (desenvolvido pela Mozilla).
A Alibaba Group desenvolveu em 2011 o sistema YunOS / AliyunOS, baseado no código da Google, disponibilizada somente para varejistas chinesas.

## Aparelhos
Linha de aparelhos smart feature:
| MARCA               | MODELO          | armazenamento                 |                                                                               |                                     | TELA                                        | S.O.      | CPU                                                                         |               |
| Africell            | Vida K242       |                               |                                                                               |                                     |                                             |           |                                                                             |               |
| Alcatel             | 3088            |                               | GSM, 3G, 4G HSPA LTE, Wi-Fi n, Bluetooth 4.1, A2DP GPS, microUSB 2.0          | 125.2 x 50.5 x 12.8 mm              | TFT, 256K cores, 17.8 cm2, 240 x 320 pixels | KaiOS     | Spreadtrum SC9820E Dual-core (2x1.3 GHz Cortex-A7)                          | [ 51 ]        |
| Alcatel             | Go Flip 3       | 4GB HD, 512 MB RAM            | GSM, CDMA, WLAN, Bluetooth 4.2, A2DP, microUSB 2.0                            | 104.9 x 53.1 x 20.1 mm, 118 g       | TN TFT, 24.3 cm2, 240 x 320 pixels          | KaiOS     | Qualcomm MSM8909 Snapdragon 210, Quad-core 1.1 GHz Cortex-A7, Adreno 304    | [ 52 ] [ 53 ] |
| Alcatel             | Go Flip V       |                               |                                                                               |                                     |                                             |           |                                                                             | [ 54 ]        |
| Altan               | K26             |                               |                                                                               |                                     |                                             |           |                                                                             |               |
| Blu                 | Zoey Smart      | 512 MB HD + 32 GB, 256 MB RAM | 3G                                                                            |                                     | 2,4 pol 320 x 240 pixels                    | KaiOS     |                                                                             | [ 55 ]        |
| Crusaders           | DIXON XK1       |                               |                                                                               |                                     |                                             |           |                                                                             |               |
| CAT                 | B35             |                               |                                                                               |                                     |                                             |           |                                                                             |               |
| Callbar             | C63 Bold 310    |                               |                                                                               |                                     | 1.77 inch                                   |           |                                                                             | [ 56 ]        |
| Doro                | 7010            | 3g, 4g, Wifi                  |                                                                               | 135.00 x 58.00 x 13.00 mm, 112.00 g | 2.8in IPS TFT 256k Cores 240 x 320 px       | DorOS     | MediaTek MT6731 quad-core 1.10 GHz GPU: PowerVR E8100                       | [ 57 ]        |
| Doro                | 7060            |                               |                                                                               |                                     | 240 x 320 Pixels                            |           |                                                                             |               |
| Econet              | Atom 3G         |                               |                                                                               |                                     |                                             |           |                                                                             |               |
| E.B.                | GeoPhone T15    |                               |                                                                               |                                     |                                             |           |                                                                             |               |
| Flow                | Alpha B10       |                               |                                                                               |                                     |                                             |           |                                                                             |               |
| JioPhone            | 2 QWERTY        | 512 MB RAM, 4GB HD            |                                                                               |                                     | 2.4-inch 320 x 240 pixels QVGA              |           |                                                                             | [ 56 ] [ 58 ] |
| JioPhone            | Phone 4G        | 512 MB RAM 4GB HD + 128GB     | 4G with VoLTE                                                                 |                                     | 2.4-inch                                    |           | KaiOS                                                                       | [ 56 ]        |
| LANIX               | U340            |                               |                                                                               |                                     |                                             |           |                                                                             |               |
| Mobilink-jazz Swift | Digit 4G Bold   |                               |                                                                               |                                     |                                             |           |                                                                             | [ 59 ]        |
| Mobilink-jazz Swift | Jazz Digit 4G   |                               |                                                                               |                                     |                                             |           |                                                                             | [ 60 ]        |
| myPhone             | Up Smart LTE    |                               |                                                                               |                                     |                                             |           |                                                                             | [ 61 ]        |
| myPhone             | Hammer 5 Smart  |                               |                                                                               |                                     |                                             |           |                                                                             |               |
| SPC                 | Jasper          | + 32 GB                       | 4G LTE, Wifi, Bluetooth 4.2, GPS                                              | 115 x 57 x 20 mm, 127 g             | QVGA 2,8 pol, 320 × 240 pixels, TFT         |           |                                                                             | [ 62 ]        |
| GHIA                | GK3G            |                               |                                                                               |                                     |                                             |           |                                                                             |               |
| Nokia               | 216             | 16MB RAM                      |                                                                               |                                     | 2.4-inch QVGA 230 x 320 pixels              |           |                                                                             | [ 56 ]        |
| Nokia               | 3310            | 16 MB HD                      |                                                                               |                                     | 2.4 inch curved polarized QVGA              | Nokia 30+ |                                                                             |               |
| Nokia               | 800 Tough       |                               |                                                                               |                                     |                                             |           |                                                                             | [ 63 ]        |
| Nokia               | 2720 V Flip     |                               |                                                                               |                                     |                                             |           |                                                                             | [ 64 ]        |
| Nokia               | 8000 4G         |                               |                                                                               |                                     |                                             |           |                                                                             | [ 65 ]        |
| Nokia               | 8110 4G         | 512MB RAM, 4GB HD             | 4G VoLTE, WiFi 802.11 b/g/n with WiFi hotspot, Bluetooth 4.1 LE, GPS, USB 2.0 |                                     | 2.4-inch (320 x 240 pixels) QVGA            |           | 1.1GHz Dual-Core Qualcomm 205 Mobile Platform (MSM8905) with Adreno 304 GPU | [ 56 ]        |
| Viettel             | BKav C85        |                               |                                                                               |                                     |                                             |           |                                                                             |               |
| Telkom              | Kenya T-Smart   | 512MB RAM, 4GB HD + 128GB     | 3G, 4G LTE, Bluetooth 2.1, WiFi, GPS                                          |                                     | 2.4" QVGA 320 X 240                         |           | Spreadtrum SC9829E                                                          | [ 66 ] [ 67 ] |
| TNM                 | Smart 4G        | 4 GB HD + 32 GB               | 4G, Wi-Fi, GPS, Bluetooth                                                     |                                     | 2.4 inch                                    |           | Mediatek MT6731 chipset                                                     | [ 68 ]        |
| Telma               | Wi-Kif 3G +     |                               |                                                                               |                                     |                                             |           |                                                                             |               |
| Tigo                | Kitochi 4G      |                               |                                                                               |                                     |                                             |           |                                                                             |               |
| Vodacom             | Smart Kitochi   |                               |                                                                               |                                     |                                             |           |                                                                             |               |
| Orange              | Sanza 2         |                               |                                                                               |                                     |                                             |           |                                                                             |               |
| Indosat             | Hape Online     |                               |                                                                               |                                     |                                             |           |                                                                             |               |
| Intex               | Turbo+ 4G       | 512 MB RAM 4GB HD             | 4G with VoLTE                                                                 |                                     | 2.4-inch (320 x 240 pixels)display          |           | Dual-core                                                                   | [ 56 ]        |
| QMobile             | 4G Plus         |                               |                                                                               |                                     |                                             |           |                                                                             | [ 69 ]        |
| Sigma               | X-Style S3500   |                               |                                                                               |                                     |                                             |           |                                                                             |               |
| Samsung             | Metro XL        | 64 MB RAM 128 MB HD           |                                                                               |                                     | 2.8 inch QVGA                               |           | Single Core 312MHz                                                          | [ 56 ]        |
| Meizu               | M1 / Blue Charm |                               |                                                                               |                                     |                                             |           |                                                                             |               |
| Multilaser          | ZAPP            | 512 MB                        |                                                                               | 14 x 11 x 8 cm                      | 2,4 pol                                     |           | quad-core 1,3 GHz                                                           | [ 55 ]        |
| Tecno               | T901            |                               |                                                                               |                                     |                                             |           |                                                                             |               |
| Positivo            | P70S            | 512MB RAM, 4GB HD + 32 GB     | 2G e 3G, WiFi, Bluetooth, GPS e GLONASS, USB                                  |                                     | 2,8 pol TFT LCD                             |           | Quad Core de 1,3 GHz                                                        | [ 70 ]        |
| Orange              | Sanza           |                               |                                                                               |                                     |                                             |           |                                                                             |               |
| MaxCom              | 241             |                               |                                                                               |                                     |                                             |           |                                                                             |               |
| Micromax            | Bharat 1        | 512 MB RAM, 4GB HD            | 4G VoLTE, WiFi 802.11 b/g/n, Bluetooth 4.1 LE, GPS, USB 2.0                   |                                     | 2.4-inch (320 x 240 pixels) QVGA            |           | 1.1GHz Dual-Core Qualcomm 205 Mobile Platform (MSM8905) with Adreno 304 GPU | [ 56 ]        |